# Zdrowaś Maryjo

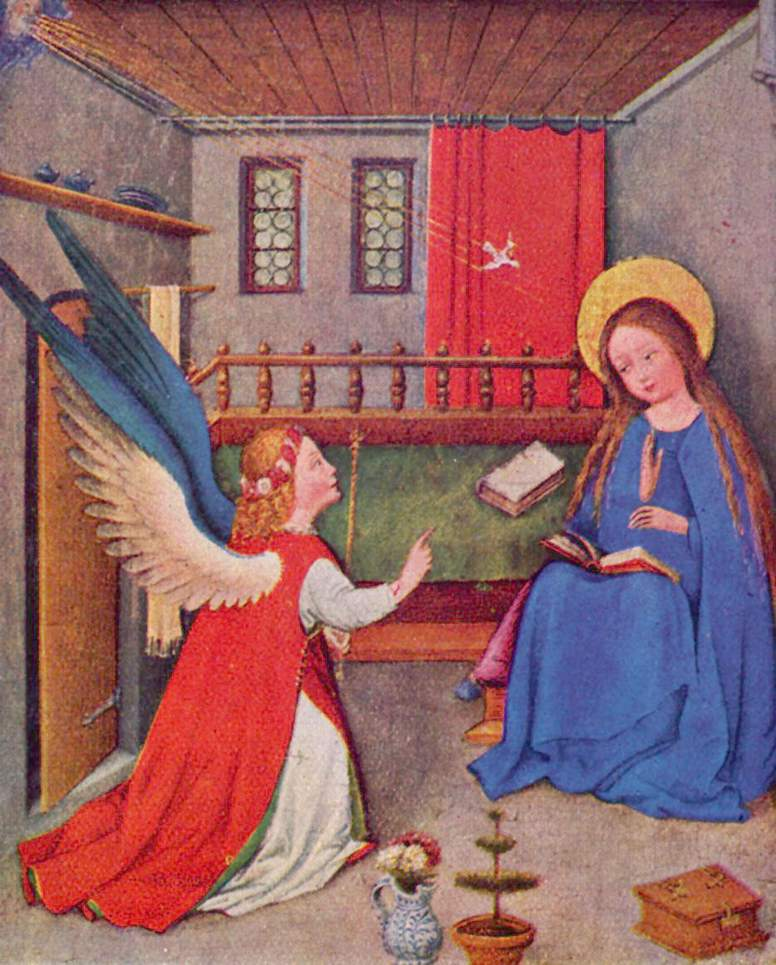
Zwiastowanie Najświętszej Maryi Pannie

Zdrowaś Maryjo (łac. Ave Maria) lub Pozdrowienie anielskie, często błędnie Zdrowaś Mario – modlitwa chrześcijańska za wstawiennictwem Maryi, Matki Jezusa, oddająca cześć jej (wraz z prośbą o modlitwę wstawienniczą) i Jezusowi.

## Użycie
Uznawana przez Kościół katolicki i Cerkiew prawosławną. Praktykowana jest również w niektórych kościołach anglikańskich. Nie uznają jej protestanci (którzy zgodnie z zasadą Solus Christus odrzucają kult maryjny) oraz Świadkowie Jehowy.

## Struktura
Składa się z trzech części. Najstarsze dwie to cytaty z Nowego Testamentu: słowa archanioła Gabriela, wypowiedziane w czasie Zwiastowania (Łk 1,28) oraz słowa św. Elżbiety, skierowane do Maryi w czasie Nawiedzenia (Łk 1,42). Przez wiele wieków modlitwa Zdrowaś, Maryjo była dokładnym powtórzeniem ewangelicznego pozdrowienia Gabriela i Elżbiety. W XIII wieku zaczęto dodawać do dwóch fraz biblijnych imię Jezus – w ten sposób imię Jezusa stało się centrum modlitwy.
Trzecia część modlitwy powstała dopiero w XIV wieku, kiedy w Europie panowała dżuma. W słowach modlitwy pozostał ślad grozy tamtych dni: teraz i w godzinę śmierci naszej. Papież Pius V kazał w 1566 roku umieścić dodatkowe słowa modlitwy w brewiarzu rzymskim, przez co uczynił ją oficjalną modlitwą Kościoła.
Pozdrowienie Anielskie jest więc w kategorii tekstualnej zapisem pierwszych wydarzeń związanych z inauguracją religii chrześcijańskiej, tj. pojawienia się Chrystusa-Zbawiciela, a w obrębie tradycji rozwoju form religijności – jedną z części pacierza, modlitwy Anioł Pański oraz modlitwy różańcowej.

## Historia
Najstarszy zapis modlitwy Zdrowaś Mario w języku polskim zachował się w Statutach Wacława, Księcia Legnickiego z roku 1412. Najstarsza polska wersja drukowana tej modlitwy ukazała się natomiast w 1475 roku we Wrocławiu. Została wydrukowana wraz z modlitwami Ojcze nasz i Wierzę w Boga w tzw. Statutach Elyana (łac. Statuta Synodalia Episcoporum Wratislaviensium), wydrukowanych w pierwszej oficynie wrocławskiej Kaspra Elyana.

## Tekst modlitwy w Kościołach wschodnich

### Tekst grecki
Θεοτόκε Παρθένε, χαῖρε, κεχαριτωμένη Μαρία,
ὁ Κύριος μετὰ σοῦ. εὐλογημένη σὺ ἐν γυναιξί,
καὶ εὐλογημένος ὁ καρπὸς τῆς κοιλίας σου, ὅτι
Σωτῆρα ἔτεκες τῶν ψυχῶν ἡμῶν.

## Tekst modlitwy w Kościele rzymskokatolickim

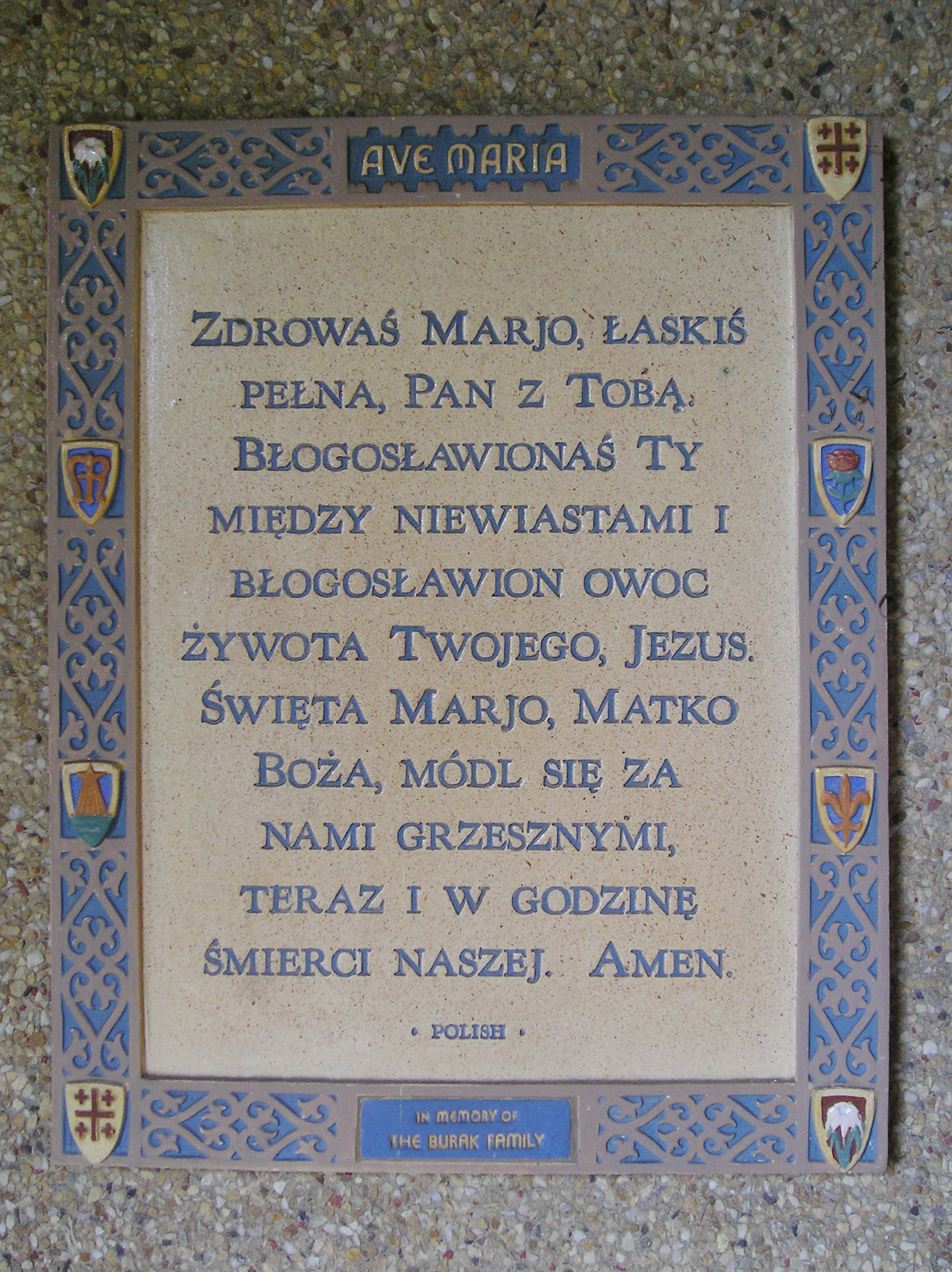
Tekst modlitwy w języku polskim w klasztorze franciszkanów w Waszyngtonie

Tekst po łacinie:
Ave Maria, gratia plena, Dominus tecum;
benedicta tu in mulieribus,
et benedictus fructus ventris tui, Iesus.
Sancta Maria, Mater Dei, ora pro nobis peccatoribus,
nunc et in hora mortis nostrae. Amen.
Tekst w języku polskim:
Zdrowaś Maryjo/Mario, łaskiś pełna, Pan z Tobą,
błogosławionaś Ty między niewiastami
i błogosławion(y) owoc żywota Twojego, Jezus.
Święta Maryjo/Mario, Matko Boża, módl się za nami grzesznymi,
teraz i w godzinę śmierci naszej. Amen.

## Obecność w kulturze
Tekst Ave Maria został wykorzystany w wielu utworach muzycznych. Najbardziej znane są Ave Maria Franza Schuberta oraz Ave Maria Charles’a Gounoda, oparte na preludium C-dur (BWV 846) z pierwszego tomu Das wohltemperierte Klavier Johanna Sebastiana Bacha.
W 1984 powstała kantata Wojciecha Kilara Angelus dla Sanktuarium na Jasnej Górze, której tekst oparty jest na słowach Pozdrowienia Anielskiego.

## Znaczenie
Św. Ludwik Maria Grignion de Montfort w swoim dziele Traktat o prawdziwym nabożeństwie do Najświętszej Maryi Panny następująco opisuje moc i wartość modlitwy Pozdrowienia Anielskiego:

Zdrowaś Maryjo dobrze odmawiane, czyli uważnie, z nabożeństwem i pokorą, jest według świadectwa świętych nieprzyjacielem szatana, którego zmusza do ucieczki, jest młotem, który go miażdży, jest uświęceniem duszy, radością aniołów, śpiewem wybranych, pieśnią Nowego Testamentu, radością Maryi i chwałą Trójcy Przenajświętszej. Zdrowaś Maryjo jest rosą niebieską, która czyni duszę urodzajną; jest czystym i pełnym miłości pocałunkiem, jaki składamy Maryi; jest czerwoną różą, którą Jej ofiarujemy, kosztowną perłą, którą Jej składamy w ofierze; jest czarą ambrozji i boskiego nektaru, który Jej dajemy. Wszystkie te porównania pochodzą z ust świętych. Błagam więc was usilnie, przez miłość, którą ku wam w Jezusie i Maryi w sercu noszę, odmawiajcie codziennie, o ile wam czas pozwoli, cały Różaniec, a w chwili śmierci błogosławić będziecie dzień i godzinę, kiedyście mi uwierzyli.